# Конвой № 7222
Конвой № 7222 — японський конвой часів Другої світової війни, проведення якого відбувалось у грудні 1943 року.
Вихідним пунктом конвою був атол Трук (Чуук) у центральній частині Каролінських островів, де до лютого 1944 року була головна база японського ВМФ в Океанії та транспортний хаб, що забезпечував постачання Рабаула (головна передова база в архіпелазі Бісмарка, з якої провадились операції на Соломонових островах та сході Нової Гвінеї) та східної Мікронезії. Пунктом призначення став інший важливий транспортний хаб Палау на заході Каролінських островів, через який, зокрема, міг відбуватися зв'язок із нафтовидобувними регіонами Індонезії.
До складу конвою увійшли танкери «Сінсу-Мару» (Shinshu Maru) і «Кьоєй-Мару» (Kyoei Maru), а охорону забезпечував мисливець за підводними човнами CH-33.
Загін вийшов із бази 22 грудня 1943 року. На підходах до Труку та Палау традиційно діяли американські підводні човни, втім, цього разу перехід пройшов без інцидентів і 27 грудня конвой № 7222 успішно прибув на Палау.
Можливо також відзначити, що в середині січня 1944 року обидва танкери вирушать до нафтовидобувного регіону Борнео у складі конвою № 2517.